# Onesia apouna
Onesia apouna este o specie de muște din genul Onesia, familia Calliphoridae, descrisă de Hiromu Kurahashi în anul 1982. Conform Catalogue of Life specia Onesia apouna nu are subspecii cunoscute.